# Torenia ciliata
Torenia ciliata är en tvåhjärtbladig växtart som beskrevs av James Edward Smith. Torenia ciliata ingår i släktet Torenia och familjen Linderniaceae. Inga underarter finns listade i Catalogue of Life.